# 笠原勤
笠原 勤（かさはら つとむ、1957年 - ）は、日本の国土交通技官。富山市副市長や、富山ライトレール代表取締役副社長、春日部市副市長、筑波大学大学院客員教授、国土交通省中国地方整備局副局長等を歴任した。

## 人物・経歴
東京都生まれ。1981年東京工業大学（現東京科学大学）工学部土木工学科卒業、建設省入省。2003年国土交通省都市・地域整備局都市計画課都市交通調査室長。2005年から富山市助役や、富山市副市長を務め、まちづくりとやま代表取締役社長や、富山ライトレール代表取締役副社長も務め、市内電車環状線化事業にあたるなどした。
2008年都市再生機構業務第1部次長。2011年春日部市副市長。2013年国土交通省都市局都市安全課長。
筑波大学大学院システム情報工学研究科客員教授を経て、2014年国土交通省中国地方整備局副局長。2015年建設技術研究所顧問。2016年建設技術研究所執行役員技術本部副本部長。2019年建設技術研究所常務執行役員技術本部副本部長。2022年建設技術研究所専務執行役員。2023年建設技術研究所顧問、富士見市都市計画審議会会長。